# Don't Matter Now
Don't Matter Now is een nummer van de Britse singer-songwriter George Ezra uit 2017. Het is de eerste single van zijn tweede studioalbum Staying at Tamara's.
Het vrolijke en optimistische nummer haalde de 66e positie in het Verenigd Koninkrijk. In Nederland haalde het de 4e positie in de Tipparade, en in Vlaanderen de 5e positie in de Tipparade.